# Внутренняя норма доходности
Внутренняя норма доходности (внутренняя норма рентабельности, внутренняя ставка доходности англ. internal rate of return, IRR) — процентная ставка, при которой уравнивается приведённая стоимость будущих денежных поступлений и стоимость исходных инвестиций, чистая приведённая стоимость (NPV) равна 0. NPV рассчитывается на основании потока платежей, дисконтированного к сегодняшнему дню.

## Определение
Согласно канадскому профессору Энтони Аткинсону внутренняя норма рентабельности — значение фактической нормы прибыли, ожидаемой от инвестиции.
Для потока платежей CF, где {\displaystyle CF_{t}} — платёж через {\displaystyle t} лет ({\displaystyle t=1,...,N}) и начальной инвестиции в размере {\displaystyle IC=-CF_{0}} внутренняя норма доходности {\displaystyle IRR} рассчитывается из выражения:
{\displaystyle NPV=-IC+\sum _{t=1}^{N}{\frac {CF_{t}}{(1+IRR)^{t}}}=0}
или
{\displaystyle IC=\sum _{t=1}^{N}{\frac {CF_{t}}{(1+IRR)^{t}}}}
В табличных процессорах в состав финансовых функций входит функция для вычисления внутренней нормы доходности. В OpenOffice.org Calc для вычисления внутренней нормы доходности применяется функция IRR. Можно определить IRR с помощью опции «Подбор параметров» Microsoft Excel или OpenOffice.org Calc.
```
 
Пример:

 Год     Поток платежей
  0        -100
  1        +120
```

```
 
Расчёт NPV:

 i = 
процентная ставка

 NPV = -100 +120/[(1+i/100)^1]
```

```
 
Расчёт IRR (в процентах):

 NPV = 0
 -100 +120/[(1+IRR/100)^1] = 0
 IRR = 20
```

При принятии инвестиционных решений ВНД используется для расчёта ставки альтернативных вложений. При выборе из нескольких проектов с разными ВНД, выбирается проект с максимальным значением ВНД. Данный критерий не используется, если денежные потоки несколько раз за рассматриваемый период меняют знак.

## Внутренняя норма доходности финансовых инструментов
Внутренней доходностью для финансовых инструментов называют процентную ставку, при которой дисконтированная стоимость будущего потока платежей по данному финансовому инструменту совпадает с его рыночной ценой. Определённая таким образом внутренняя доходность равна внутренней норме доходности инвестиции в данный финансовый момент времени.
Для определения внутренней нормы доходности облигации часто используют приближённую «купеческую» формулу:
{\displaystyle r={\frac {f+{\frac {A-P}{T}}}{\frac {A+P}{2}}}},
где
- {\displaystyle A} — номинал облигации;
- {\displaystyle P} — текущая рыночная цена облигации;
- {\displaystyle f} — годовой купонный доход;
- {\displaystyle T} (в годах) — срок до погашения облигации.

Связь способа расчёта внутренней нормы доходности с показателем дисконтированной стоимости состоит в том, что показатель внутренней нормы доходности отражает тот уровень ставки дисконтирования, при которой дисконтированная стоимость полученных доходов за вычетом суммы первоначальной инвестиции (чистая дисконтированная стоимость) будет равна нулю. Чем выше должна быть ставка дисконтирования для приведения чистой дисконтированной стоимости полученных доходов к нулю, тем предпочтительнее данная инвестиция.
Показатель внутренней нормы доходности основывается на допущении, что денежные потоки, полученные до погашения инвестиции (истечения срока её действия), будут реинвестированы по ставке, равной внутренней норме доходности, и что она останется неизменной.
Инвестиция считается приемлемой, если внутренняя норма доходности выше, чем минимальный приемлемый показатель окупаемости инвестиций в финансовый инструмент. 
Показатель внутренней нормы доходности для облигаций называется доходностью к погашению. Доходность к погашению облигации может отличаться от купонной ставки, если облигация продаётся по цене, отличающейся от номинальной стоимости.

## Применение в ссудном проценте и использование эффективной процентной ставки потребителем
По требованиям ЦБ, банки обязаны указывать ЭПС — эффективную процентную ставку (рассчитанную по формуле, приведённой в статье первой). Данная ставка может быть самостоятельно рассчитана заёмщиком с помощью редактора электронных таблиц и формулы IRR (в Microsoft Excel ВСД). Из-за особенности формулы нужно результат в той же ячейке умножить на период платежей (при ежемесячных платежах — 12, при дневных платежах или нестандартном графике — 365) без округления. Например, по кредиту «10-10-10» записывается
−9000 (то есть −10000+1000 стоимость товара минус сумма, уплаченная в кассу, на которую не предоставляется кредит)
1000 (в ячейках A2-A11, то есть 10 раз)
=IRR(A1:A11*12)
Для большей точности, используя формулу XIRR (openoffice)
−9000 15.01.2011
1000 15.02.2011
1000 15.03.2011
… (10 раз)
XIRR(A1:A11;B1:B11)=26.44 %
То есть использование аннуитетного платежа (в каждое число периода) повысило эффективную ставку в 1,13 раз.
Данная формула может быть использована и для других целей (например, приобретение проездного билета на год по сравнению с ежемесячными выплатами).